# Sunrise/Sunset ~LOVE is ALL~
Sunrise/Sunset ~LOVE is ALL~ – czterdziesty szósty singel japońskiej piosenkarki Ayumi Hamasaki, wydany 12 sierpnia 2009. Utwór Sunrise ~LOVE is ALL~ został użyty jako piosenka przewodnia w dramie Dandy Daddy? (jap. ダンディ・ダディ? Dandi Dadi?), natomiast Sunset ~LOVE is ALL~ użyto w reklamie aparatu cyfrowego Panasonic LUMIX FX60. W pierwszym tygodniu sprzedano 75 352 kopii, natomiast 110 169 całościowo. Singel zdobył status złotej płyty.

## Lista utworów
| CD  |                                                                      |                |             |      |
| Nr  | Tytuł                                                                | Muzyka         | Aranżacja   | Czas |
| 1.  | "Sunrise ~LOVE is ALL~ (Original mix)"                               | Hana Nishimura | CMJK        | 5:00 |
| 2.  | "Sunset ~LOVE is ALL~ (Original mix)"                                | Hana Nishimura | Yuta Nakano | 5:59 |
| 3.  | fairyland-glitter-BLUE BIRD-Greatful days-July 1st" Mega-Mash-Up-Mix |                |             | 7:56 |
| 4.  | "Sunrise ~LOVE is ALL~ (Original mix -Instrumental-)"                | Hana Nishimura | CMJK        | 5:00 |
| 5.  | "Sunset ~LOVE is ALL~ (Original mix -Instrumental-)"                 | Hana Nishimura | Yuta Nakano | 5:55 |
| DVD |                                                                      |                |             |      |
| Nr  | Tytuł                                                                | Muzyka         | Reżyser     | Czas |
| 1.  | "Sunrise ~LOVE is ALL~" (video clip)                                 |                |             | 4:52 |
| 2.  | "Sunset ~LOVE is ALL~" (video clip)                                  |                |             | 5:44 |
| 1.  | "Sunrise ~LOVE is ALL~" (making clip)                                |                |             | 4:43 |

## Wystąpienia na żywo
- 8 sierpnia 2009 – CDTV – "Sunrise ~LOVE is ALL~"
- 9 sierpnia 2009 – Music Japan – "Sunrise ~LOVE is ALL~"
- 14 sierpnia 2009 – Music Station – "Sunrise ~LOVE is ALL~"
- 14 sierpnia 2009 – Music Fighter – "Sunrise ~LOVE is ALL~"
- 15 sierpnia 2009 – Music Fair – "Sunrise/Sunset ~LOVE is ALL~"
- 17 sierpnia 2009 – Hey! Hey! Hey! Music Champ